# Saint Marys (Virginie-Occidentale)
Pour les articles homonymes, voir Saint Marys.
La ville de Saint Marys est le siège du comté de Pleasants, situé dans l’État de Virginie-Occidentale, aux États-Unis. Sa population s’élevait à 1 860 habitants lors du recensement de 2010, estimée à 1 790 habitants en 2018.

## Histoire
La ville est fondée en 1849 par Alexander Creel, qui y aurait vu la Vierge en naviguant de nuit sur l'Ohio.